# Таши Намгьял
Не следует путать с Ладакхским царём Таши Намгьялом (годы правления 1555-1575) и высоким Ламой тибетской традиции Кагью Дагпо Таши Намгьялом  (ок. 1511–1587).
Таши Намгьял (26 октября 1893, Тибет — 2 декабря 1963) — 11-й чогьял (король) Сиккимской династии Намгьялов. Правил страной с 1914 по 1963 год.

## Биография
Сын короля (чогьяла) Сиккима Тхутоба Намгьяла. На престол вступил в 1914 году, после смерти своего сводного брата Сидеконга Намгьяла II, правившего Сиккимом в феврале-декабре 1914 года. Был коронован 13-м далай-ламой Тхубтен Гьяцо, побуждавшем его к более тесному сотрудничеству с Индией. После вступления на престол Таши Намгьял носил следующий титул: ''Его Величество Шри Панч Магараджа Таши Намгьял, Магараджа Чогьял Сиккима.

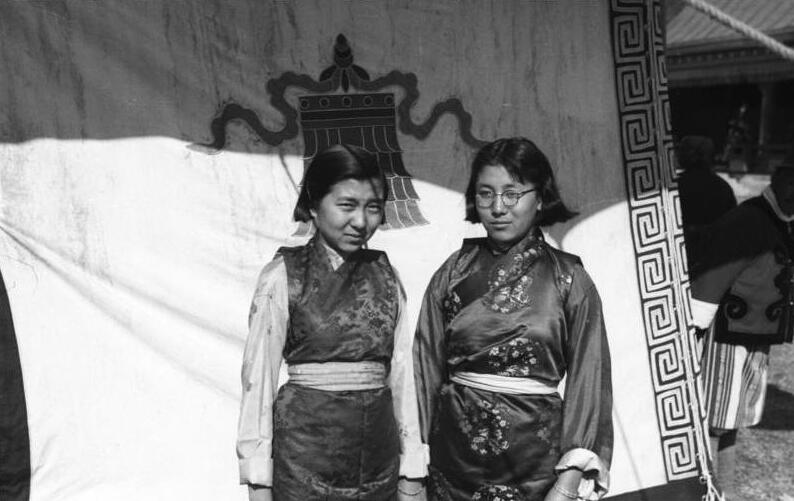
Дочери Таши Намгьяла в традиционной сиккимской одежде кхо. 1938 год

В октябре 1918 года Таши женится на Кунсанг Дечен, в этом браке он имел 3 сыновей и 3 дочерей. После смерти Таши Намгьяла в 1963 году трон чогьяла перешёл к его сыну Палден Тондуп Намгьялу. Во внешней политике Таши старался поддерживать баланс сил в регионе, лавируя между интересами своих могущественных соседей. Был сторонником развития всесторонних отношений Сиккима с Индией и Тибетом. В то же время, несмотря на искренние старания Таши поддерживать братские связи с Индией, некоторые историки обвиняют в его смерти индийских агентов.
В 1950 году, после проведения в Сиккиме референдума, на котором подавляющее большинство населения этого княжества выступило против присоединения Сиккима к Индии, Таши Намгьял заключил в Дели договор, согласно которому Сикким оставался независимым государством, однако внешняя политика княжества должна была согласовываться с Индией. Уже после смерти Таши Намгьяла, в 1975 году индийские войска заняли территорию Сиккима и 16 мая 1975 года он был объявлен 22-м штатом Индии.

## Награды
- Медаль Дели Дурбар (1911)
- Орден Индийской империи (компаньон — 1918, рыцарь-командор — 1923)
- Медаль Серебряного юбилея короля Георга V (1935)
- Коронационная медаль Георга VI (1937)
- Орден Звезды Индии (KCSI; 1939)